# Teresa Ferrer Valls
Teresa Ferrer Valls es catedrática de Literatura Española de la Universidad de Valencia y doctora en Filología Hispánica por la misma universidad. Es especialista en Literatura Española de los siglos XVI y XVII y dirigió durante quince años el proyecto de investigación que ha dado lugar al primer diccionario biográfico de actores del teatro clásico español en formato digital.
Sus investigaciones se relacionan principalmente con el teatro español de los Siglos de Oro, y ha publicado trabajos sobre el mecenazgo teatral, las relaciones entre fasto y teatro cortesano, los actores y las compañías teatrales en los siglos XVI y XVII, y estudios sobre la obra de las dramaturgas barrocas y sobre autores como Lope de Vega, Luis Vélez de Guevara, Antonio Mira de Amescua o Cristóbal de Virués, entre otros.
Desde 1995 dirige el grupo de investigación teatral DICAT, que forma parte del proyecto Patrimonio Teatral Clásico Español, que reúne a doce de los más relevantes grupos y proyectos de investigación sobre teatro clásico español para la realización del proyecto Patrimonio del teatro clásico español. Textos e instrumentos de investigación. En la actualidad, el grupo dirigido por Teresa Ferrer lleva a cabo el proyecto CATCOM. Las comedias y sus representantes. Base de datos de comedias mencionadas en la documentación teatral (1540-1700).

## Principales publicaciones
• Las paredes oyen. La verdad sospechosa, de Juan Ruiz de Alarcón. Edición crítica en colaboración con Joan Oleza. Barcelona, Planeta: 1986.
• Peribáñez y el Comendador de Ocaña. El mejor alcalde, el rey, de Lope de Vega. Edición crítica. Barcelona, Planeta: 1990.
• La práctica escénica cortesana: de la época del Emperador al reinado de Felipe III (Londres, Tamesis Books, 1991).
• Nobleza y espectáculo teatral: estudio y documentos (1535-1621), Valencia, UNED- Universidad de Sevilla-Universitat de València,  1993. 
• La viuda valenciana, de Lope de Vega. Edición crítica. Madrid, Castalia: 2001. 
• El galán secreto, de Antonio Mira de Amescua, Teatro Completo, VIII. Granada, Universidad de Granada, 2008.
• Diccionario Biográfico de Actores del Teatro Clásico Español (DICAT). Dirigido por Teresa Ferrer Valls. Base de datos en DVD. Kassel, Edition Reichenberger: 2008.